# Tanner Syftestad
Tanner Syftestad (* 28. Januar 1995 in Sacramento) ist ein US-amerikanischer Volleyballspieler.

## Karriere
Syftestad begann seine Karriere an der El Camino Fundamental High School in seiner Heimatstadt. 2013/14 studierte er zunächst an der California State University, Chico. Im folgenden Jahr wechselte er zur University of California, San Diego und spielte dort im Universitätsteam Tritons. 2018 wurde der Diagonalangreifer vom deutschen Bundesligisten United Volleys Frankfurt verpflichtet.